# دوبراچا
دوبراچا (به صربی: Dobrača) یک منطقهٔ مسکونی در صربستان است که در Stragari واقع شده‌است. دوبراچا ۴۲۵ نفر جمعیت دارد و ۳۳۵ متر بالاتر از سطح دریا واقع شده‌است.